# Пилиц
Пи́лиц или Сплоск (нем. Pielitz; в.-луж. Splósk) — деревня в Верхней Лужице, Германия. Входит в состав коммуны Кубшюц района Баутцен в земле Саксония. Подчиняется административному округу Дрезден.

## География
Соседние населённые пункты: на северо-востоке — деревня Высока, на востоке — деревня Деляны, на юге — деревня Хойница и на северо-западе деревня Любенц коммуны Гроспоствиц.

## История
Впервые упоминается в 1363 году под наименованием Puls.
До 1936 года была административным центром одноимённой коммуны, с 1936 по 1974 года деревня входила в состав коммуны Рахлау. С 1974 года входит в современную коммуну Кубшюц.
В настоящее время деревня входит в состав культурно-территориальной автономии «Лужицкая поселенческая область», на территории которой действуют законодательные акты земель Саксонии и Бранденбурга, содействующие сохранению лужицких языков и культуры лужичан.
Исторические немецкие наименования
- Puls, 1363
- Puolcze, 1378
- Polz, Poltz, 1430
- Puls inferior, 1519
- Puls, Püls, 1553
- Piliz, 1574

## Население
Официальным языком в населённом пункте, помимо немецкого, является также верхнелужицкий язык.
Согласно статистическому сочинению «Dodawki k statisticy a etnografiji łužickich Serbow» Арношта Муки в 1884 году в деревне (вместе с Хойницей) проживало 172 человека (из них — 137 серболужичан (80 %)).
| 1834 | 1871 | 1890 | 1910 | 1925 |
| ---- | ---- | ---- | ---- | ---- |
| 97   | 129  | 94   | 146  | 132  |

## Достопримечательности
Памятники культуры и истории земли Саксония
- Бывшая усадьба, Pielitz 1a, 1b, 1c, 1d, 1601—1860 года (№ 09251454)
- Господский дом, колодец и граничная стена, Pielitz 1b, 1d, 1850 года (№ 09301177)
- Забор сада, Pielitz 16a (bei), вторая половина 19 века (№ 09301179)

Галерея

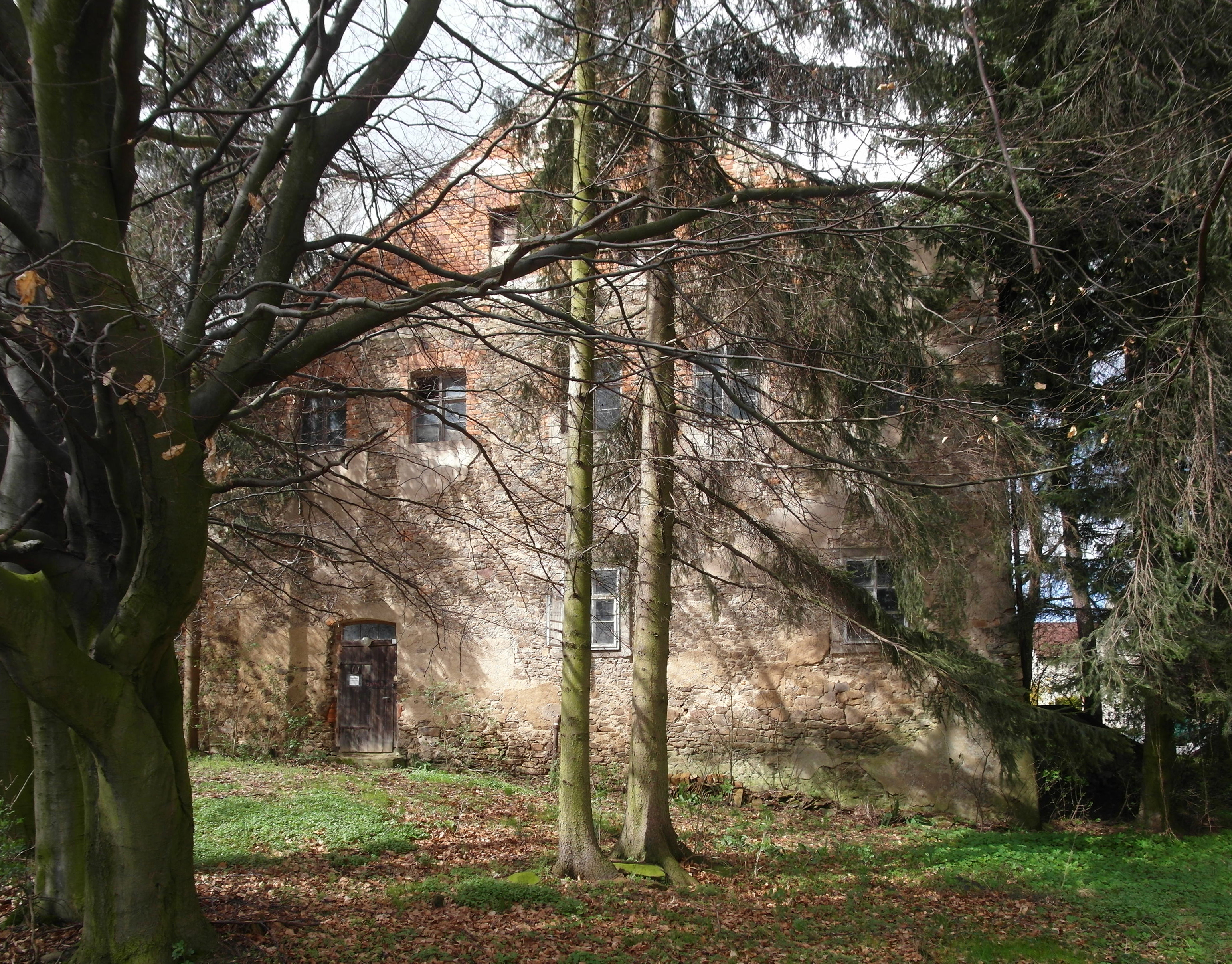
Бывшая усадьба
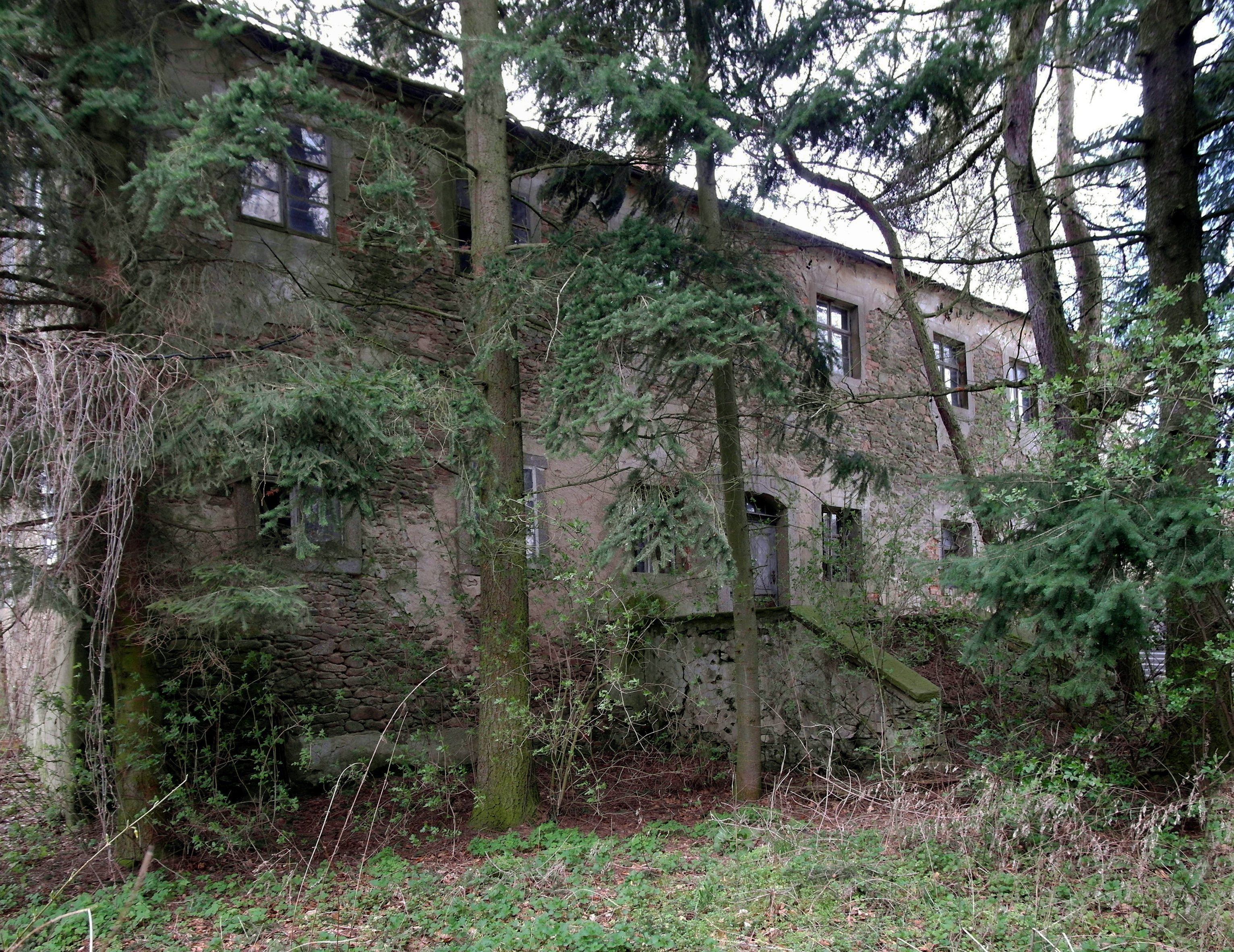
Господский дом